# Mörbach
Mörbach is een  dorp in de Duitse gemeente Nohra in het Landkreis Nordhausen in Thüringen. Het dorp wordt voor het eerst genoemd in een oorkonde uit 1197.
Tot 1950 was het een zelfstandige gemeente. Sindsdien maakte Mörbach deel uit van de gemeente Nohra tot deze op 1 januari 2019 opging in de gemeente Bleicherode.
Bleicherode · Bliedungen · Elende · Etzelsrode · Friedrichsthal · Gratzungen · Hainrode · Helenenhof · Hünstein · Kinderode · Kleinbodungen · Königsthal · Kraja · Mitteldorf · Mörbach · Nohra · Oberdorf · Obergebra · Pustleben · Wernrode · Wipperdorf · Wollersleben · Wolkramshausen